# Bridget Kahele
Pas d'image ? Cliquez ici

a Compétitions nationales et continentales officielles uniquement.

b Matchs officiels uniquement.
Bridget Kahele est une joueuse internationale de rugby à XV américaine née le 1er août 1996, évoluant au poste de demi de mêlée.

## Biographie
Bridget Kahele naît le 1er août 1996. En 2022 elle joue pour le Beantown RFC à Boston. Elle est retenue en septembre 2022 pour disputer la Coupe du monde en Nouvelle-Zélande. Durant la compétition, elle est contrôlée positive à la cardarine et suspendue à titre conservatoire par World Rugby à partir du 2 novembre 2022. En janvier 2025, elle écope de quatre ans de suspension, sanction qui court jusqu'au 2 novembre 2026.